# More to Life: The Best of Stacie Orrico
More to Life: The Best of Stacie Orrico (en español: Más a la Vida: Lo mejor de Stacie Orrico), es el primer álbum de grandes éxitos de Stacie Orrico. Fue lanzado exclusivamente en Japón, el 28 de noviembre de 2007. Existe una edición de lujo que contiene un DVD con videos de música Orrico.

## Lista de canciones
1. There's Gotta Be More To Life
2. Stuck
3. Don't Look At Me
4. Genuine
5. Strong Enough
6. I'm Not Missing You
7. Bounce Back
8. Without Love
9. I Promise
10. Dear Friend
11. Maybe I Won't Look Back
12. Beautiful Awakening
13. So Simple (Bonus Track)
14. I Could Be the One (Bonus Track)

## DVD
1. Stuck (Music Video)
2. (There's Gotta Be) More to Life (Music Video)
3. I Promise (Music Video)
4. I Could Be the One (Music Video)
5. Everything (Music Video)
6. I'm Not Missing You (Music Video)
7. I'm Not Missing You (2nd Version Music Video)
8. So Simple (Music Video)

## The Best Of Stacie Orrico
The Best of Stacie Orrico es una álbum recopilatorio de Stacie Orrico. Se trata de la reedición de More to Life: The Best of Stacie Orrico. El álbum fue lanzado en Estados Unidos y Europa.